# Firecrest

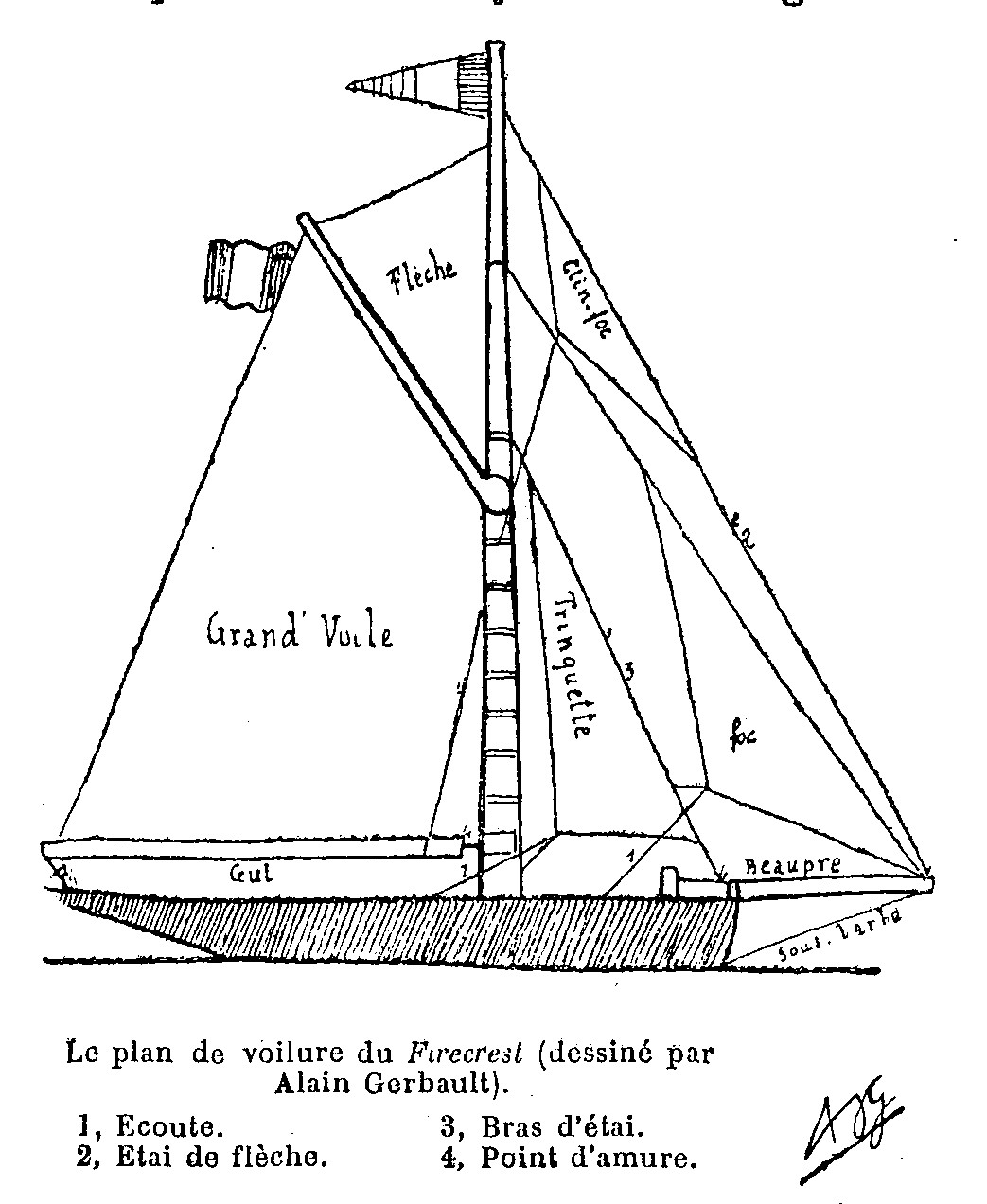
Dessin d'Alain Gerbault, dans Seul à travers l'Atlantique, 1924.

Le Firecrest est le nom du voilier utilisé par Alain Gerbault pour accomplir son tour du monde en solitaire qui l'a rendu célèbre.
C'est sur ce navire qu'il navigue pour gagner la médaille Blue Water en 1923. Firecrest est le nom anglais d'un petit oiseau, le Roitelet à triple bandeau (Regulus ignicapilla).

## Histoire
En 1921, Alain Gerbault décide de changer de vie et achète en Angleterre un voilier de course : le Firecrest , construit en 1892. C'est un bateau solide, très logeable et marin, mais sans rouf ni cockpit et dont le gréement n'est pas du tout approprié à la navigation solitaire. 
Après un entraînement de plusieurs mois en Méditerranée, Gerbault réalise en 1923 la première traversée de l'Atlantique en solitaire d'est en ouest, ralliant en 101 jours Gibraltar à New York.
Gerbault fait ensuite le tour du monde par Panama et Le Cap, et arrive au Havre en juillet 1929.
Compte tenu de l'état fatigué de son bateau et ne voulant pas le vendre, Alain Gerbault décide de l'offrir à la Marine nationale et le conduit à Cherbourg en mai 1931.
En juillet 1931, le Firecrest est remorqué par un bâtiment de la Marine nationale. Il est remorqué par Le Réville entre Cherbourg et Brest. Le 25 juillet, le convoi s'arrête à Saint-Pierre-Port à Guernesey en raison de l'état de la mer. Le lendemain, le bateau coule à 8 h 15 au large des Roches-Douvres dans la Manche. Les circonstances du naufrage sont décrites dans le chapitre 9 de son livre O.Z.Y.U.. Alain Gerbault écrit : « Mon cher compagnon préféra disparaître plutôt que de naviguer sans moi ».
Une association de sauvegarde des embarcations traditionnelles nommée Cabestan, située à Laval, cherche en 2008 à renflouer l'épave du Firecrest qui se trouve au sud de Guernesey, dans une zone où des explosifs ont été immergés après la Seconde Guerre mondiale. L'association est dissoute en 2010.

## Répliques
Diverses répliques du Firecrest plus ou moins fidèles au plan original ont été construites :
- Le Men Hic, construit en 1896, est récupéré près de Cannes, et acheté en janvier 1987 par l’association Alain-Gerbault à Laval pour sa ressemblance au Firecrest. Il ne s'agit pas d'un sistership du Firecrest. Le bateau a été conçu par un des élèves de Dixon Demp. Après avoir été restauré en 1986, il fut exposé aux jardin de la Perrine à Laval. Trop abîmé, il fut décidé de le déménager mais l'opération n'a pu aboutir et le 13 mars 2019, il fut débité en trois puis déplacé[7].
- Le Firecrest II[8], réplique à l’échelle 1/2 construite par Clemens Richter.